# Mary Rose
El Mary Rose és l'únic vaixell de guerra del segle XVI rescatat del mar. Tan importants com les restes recuperades (la part d'estribor del buc) són els més de 20.000 objectes recuperats del derelicte, ja que la recerca arqueològica que va seguir al seu descobriment el 1971 va permetre conèixer millor el disseny i la construcció navals de l'Anglaterra de l'època Tudor. Va ser la nau favorita d'Enric VIII.

## Història
Construït a Portsmouth entre 1509 i 1511, deu el seu nom a la germana més estimada del rei, María, i a l'emblema de la dinastia Tudor, la rosa. Nouvingut al tron, Enric VIII va iniciar un ambiciós projecte d'ampliació de la seva força naval. Els vaixells de guerra i els canons amb els que anaven armats, no només eren el màxim símbol de poder i de riquesa del segle xvi, per al nou rei representaven una salvaguarda enfront de l'enemic tradicional d'Anglaterra en aquells temps, França, amb la intenció d'envair l'illa per mar. El monarca va fortificar la costa del sud i va decidir augmentar la flota que havia heretat, formada únicament per cinc carraques.

### Una flota professional
El Mary Rose era una nau, però igual que el Peter Pomegranate i la "carraca" Henry Grace à Dieu es va construir amb finalitats estrictament militars. Fins llavors, les naus havien estat, merament, vaixells mercants adaptats com a vaixells de guerra en cas de necessitat.
Els navilis de la nova flota anglesa també van ser dels primers en poder disparar lateralment i a combatre a curta distància. El Mary Rose podia atacar disparant els seus 78 canons, col·locar-se al costat del vaixell enemic, i, després d'una pluja de fletxes i calç viva, permetre als soldats passar a l'abordatge i capturar-lo en una lluita cos a cos. Era molt més petit que la "carraca" Henry Grace à Dieu (500 tones enfront de 1.500), però també més ràpid. Des del seu amaratge va ser el vaixell almirall de l'armada anglesa gairebé sempre que va estar actiu. Així el 1512 va liderar una flota de cinquanta vaixells que va atacar als francesos a Brest. Encara que va resultar danyat i va haver de tornar a port, la batalla es va saldar a favor dels anglesos.
Durant la dècada de 1530, els grans vaixells de la flota es van reformar i rearmar per millorar la seva maniobrabilitat i capacitat de foc. El Mary Rose va ser transformat en un prototip inicial de galió, de 700 tones i 91 canons.

### El naufragi
En 1545, França es va llançar a envair Anglaterra amb 30.000 soldats transportats per més de 200 vaixells. Davant d'aquesta armada, els anglesos tan sols van oposar 12.000 homes i 80 vaixells. A principis de juliol d'aquest any els francesos van entrar al canal del Solent. El 18 d'aquell mes la flota anglesa va partir de Portsmouth i va atacar a distància a la francesa, encara que cap dels dos bàndols va patir danys importants. Enric VIII va ser testimoni directe de la batalla des del Henry Grace à Dieu.
L'endemà al matí els francesos van atacar amb les seves galeres. A la nit, la flota anglesa, encapçalada pel Mary Rose, contraatacà, avançant a la resta de la flota i sota el foc enemic, va virar preparant-se per disparar els seus canons laterals i poder esperar reforços, però una ràfega de vent el va fer escorar fent-lo sotsobrar. Després de disparar els canons no va tancar les troneres inferiors, i en escorar el vaixell, l'aigua el va inundar ràpidament. La majoria de la seva tripulació va quedar atrapada per la xarxa que protegia la coberta de possibles abordatges i va morir ofegada. Malgrat la pèrdua del Mary Rose, els anglesos van poder resistir i, les tropes franceses, que havien envaït l'illa de Wight i la costa de Sussex, es van retirar el mes d'agost en no aconseguir assentar les seves posicions.

### Rescat del vaixell
Un mes després es va intentar rescatar el vaixell però no va haver-hi sort. El 1836 va ser localitzat per un pescador i el bus John Deane va recuperar objectes de divers valor. No obstant això la seva pista es va perdre. El 1967 es va constituir un comitè per realitzar excavacions submarines, es van trobar milers d'objectes, així com les restes d'uns 200 membres de la tripulació. El 1979 es va formar el "Mary Rose Trust" amb la missió de rescatar el Mary Rose, que s'aconseguiria en 1982.

### Sir Walter Raleigh. Resum del naufragi
| « | To carry out her Ordnance all weather, This long bearing Floore, and sharing off from above the Ports is a chiefe Cause, Provided alwayes, that your lowest Tyre of Ordnance must lye foure foot cleare above water when all loading is in, or else those your best pieces will be of small use at the Sea in any growne weather that makes the Billoe to rise, for then you shall be enforced to take in all your lower Ports, or else hazard the Ship. As befell to the Mary Rose (a goodly vessell) which in the days of King Hen. 8. being before the Isle of Wight with the rest of the Royall Navy, to encounter the French Fleet, with a suddain puff of wind stooped her side, and tooke in water at her Ports in such abundance, as that she instantly sunck downeright and many gallant men in her. The Captaine of her was Sir George Carew Knight, who also perished among the rest. | » |
| — Traducció lliure: La bateria de canons més baixa ha de situar-se quatre peus damunt del nivell de l'aigua amb el vaixell carregat del tot. En cas contrari el millors canons no es podran fer servir quan pugin les ones. Perquè, o caldrà tancar les portes de les troneres o posar el vaixell en perill. Això li va succeir al Mary Rose (un vaixell prou bo) que, en temps del rei Enric VIII, quan s'esperava per entrar en batalla contra els francesos davant de l'illa de Wight, una ratxa sobtada la feu escorar i va embarcar tanta aigua per les portes dels canons que es va enfonsar en pocs instants amb molt bons cavallers a bord. El capità era Sir George Carew que va morir junt amb la resta. , EXCELLENT OBSERVATIONS AND NOTES, Concerning the Royall Navy and Sea-Service.WRITTEN By Sir Walter Rawleigh. | |   |

## El Mary Rose en el present
Rescatat el buc del vaixell, va ser traslladat fora del port de Portsmouth, Anglaterra, on va ser introduït en un dic sec per poder ser netejat, restaurat i estudiat. Posteriorment va ser traslladat al Portsmouth Historic Dockyard (Drassana històrica de Portsmouth) on va ser obert al públic durant molts anys. El buc va passar a formar part d'una extensa col·lecció d'artefactes històrics restaurats. El 25 de gener de 2008 es va inaugurar el nou museu dedicat al Mary Rose, gràcies al ministeri de defensa britànic. El 31 de juliol de 2008, es va anunciar que les recerques científiques arribaven a la seva fi i que dels 200 homes morts ofegats en la catàstrofe, es van poder estudiar les restes d'una vintena d'ells, gràcies als permisos a la "Mary Rose Trust". També es va arribar a la conclusió de que els tripulants del Mary Rose no eren anglesos, si no del sud del continent europeu i que molt possiblement fossin espanyols. Seguint amb els escrits que van recollir el desastre, parlaven que els marins d'aquesta tripulació no entenien l'anglès i que no podien seguir les ordres donades pels seus caps. Enric VIII va tenir una llarga època de manca de tropa anglesa per a la marina, i per aquest motiu va acabar contractant mercenaris mediterranis. Segons les mostres de les dentadures, col·loquen a Espanya o a Itàlia, els llocs de procedència d'aquests marins del Mary Rose.
El professor Dominic Fontana -Universitat de Portsmouth-, aclaria que “el detonant" que va fer que la situació es descontrolés en el Mary Rose va ser un navili francès que va disparar una bala de canó contra el costat del Mary Rose quan encara estava ancorat. Havent-hi un sobrepès de càrrega, va fer llevar l'ancora i va virar massa ràpid forçant la col·locació del velam quan la marea li venia en contra, això va fer que s'exposés indefens a l'atac del seu enemic. Una forta ràfega de vent va fer que canvies el rumb fent-lo virar de sobte, sotsobrant i acabant al fons del mar.

## Video
The sinking of Mary Rose - British royal navy ship. Video de 50 minuts.